# Plankgas
Plankgas is een single van de Nederlandse rappers Snelle en Frenna uit 2019. Het stond in hetzelfde jaar als twaalfde track op het album van Snelle Vierentwintig.

## Achtergrond
Plankgas is geschreven door Francis Edusei, Daan Ligtvoet en Lars Bos en geproduceerd door Donda Nisha. Het is een nederhoplied dat gaat over het drukke leven van de artiesten. Het is de eerste samenwerking tussen de artiesten, welke tot stand is gekomen door een berichtje op Instagram van Snelle aan Frenna. Snelle had het nummer al gemaakt en vroeg zijn zegen voor het uitbrengen aan Frenna, omdat hij vond dat er invloeden van het lied Pon Road van SFB (de rapgroep van Frenna) en Sevn Alias, in het lied terug kwamen. Frenna luisterde naar het nummer en vroeg vervolgens of hij er ook een stuk in mocht rappen. Dit resulteerde in het volledige lied, inclusief een rapvers van Frenna. De single heeft in Nederland de dubbel platina status.

## Hitnoteringen
Het lied behaalde in de twee grootste hitlijsten van Nederland een notering. In de Single Top 100 kwam het binnen op de zesde plaats, wat in de 33 weken dat het in die lijst stond, ook gelijk de hoogste plek was. De piekpositie in de Top 40 was de achttiende plek. Het was vijf weken in deze lijst te vinden.